# Givors
Givors és un municipi francès, situat a la metròpoli de Lió i a la regió d'Alvèrnia-Roine-Alps. L'any 2007 tenia 19.345 habitants.

## Demografia

### Població
El 2007 la població de fet de Givors era de 19.345 persones. Hi havia 7.418 famílies de les quals 2.425 eren unipersonals (1.007 homes vivint sols i 1.418 dones vivint soles), 1.677 parelles sense fills, 2.410 parelles amb fills i 906 famílies monoparentals amb fills.
La població ha evolucionat segons el següent gràfic:
Habitants censats

### Habitatges
El 2007 hi havia 7.960 habitatges, 7.546 eren l'habitatge principal de la família, 44 eren segones residències i 369 estaven desocupats. 2.404 eren cases i 5.522 eren apartaments. Dels 7.546 habitatges principals, 2.829 estaven ocupats pels seus propietaris, 4.571 estaven llogats i ocupats pels llogaters i 146 estaven cedits a títol gratuït; 196 tenien una cambra, 1.009 en tenien dues, 2.145 en tenien tres, 2.516 en tenien quatre i 1.680 en tenien cinc o més. 3.311 habitatges disposaven pel capbaix d'una plaça de pàrquing. A 3.706 habitatges hi havia un automòbil i a 2.096 n'hi havia dos o més.

### Piràmide de població
La piràmide de població per edats i sexe el 2009 era:
| Homes | Edats   | Dones |
| ----- | ------- | ----- |
| 4     | 95 o +  | 36    |
| 28    | 90 a 94 | 136   |
| 84    | 85 a 89 | 216   |
| 108   | 80 a 84 | 248   |
| 328   | 75 a 79 | 464   |
| 336   | 70 a 74 | 492   |
| 348   | 65 a 69 | 416   |
| 444   | 60 a 64 | 368   |
| 424   | 55 a 59 | 360   |
| 584   | 50 a 54 | 600   |
| 585   | 45 a 49 | 609   |
| 588   | 40 a 44 | 612   |
| 596   | 35 a 39 | 656   |
| 748   | 30 a 34 | 752   |
| 632   | 25 a 29 | 664   |
| 586   | 20 a 24 | 593   |
| 540   | 15 a 19 | 608   |
| 680   | 10 a 14 | 644   |
| 688   | 5 a 9   | 592   |
| 600   | 0 a 4   | 480   |

## Economia
El 2007 la població en edat de treballar era d'11.834 persones, 7.632 eren actives i 4.202 eren inactives. De les 7.632 persones actives 6.467 estaven ocupades (3.579 homes i 2.888 dones) i 1.165 estaven aturades (598 homes i 567 dones). De les 4.202 persones inactives 905 estaven jubilades, 1.199 estaven estudiant i 2.098 estaven classificades com a «altres inactius».

### Ingressos
El 2009 a Givors hi havia 7.611 unitats fiscals que integraven 19.025 persones, la mediana anual d'ingressos fiscals per persona era de 14.042 €.

### Activitats econòmiques
Dels 928 establiments que hi havia el 2007, 13 eren d'empreses extractives, 20 d'empreses alimentàries, 7 d'empreses de fabricació de material elèctric, 37 d'empreses de fabricació d'altres productes industrials, 155 d'empreses de construcció, 257 d'empreses de comerç i reparació d'automòbils, 34 d'empreses de transport, 66 d'empreses d'hostatgeria i restauració, 14 d'empreses d'informació i comunicació, 53 d'empreses financeres, 42 d'empreses immobiliàries, 82 d'empreses de serveis, 90 d'entitats de l'administració pública i 58 d'empreses classificades com a «altres activitats de serveis».
Dels 268 establiments de servei als particulars que hi havia el 2009, 1 era una comissaria de policia, 1 oficina d'administració d'Hisenda pública, 2 oficines del servei públic d'ocupació, 1 gendarmeria, 2 oficines de correu, 11 oficines bancàries, 4 funeràries, 27 tallers de reparació d'automòbils i de material agrícola, 3 tallers d'inspecció tècnica de vehicles, 7 autoescoles, 19 paletes, 37 guixaires pintors, 14 fusteries, 9 lampisteries, 17 electricistes, 5 empreses de construcció, 27 perruqueries, 1 veterinari, 4 agències de treball temporal, 50 restaurants, 16 agències immobiliàries, 4 tintoreries i 6 salons de bellesa.
Dels 118 establiments comercials que hi havia el 2009, 1 era un hipermercat, 6 supermercats, 2 grans superfícies de material de bricolatge, 2 botigues de més de 120 m², 3 botiges de menys de 120 m², 14 fleques, 12 carnisseries, 8 llibreries, 25 botigues de roba, 6 botigues d'equipament de la llar, 4 sabateries, 4 botigues d'electrodomèstics, 12 botigues de mobles, 4 botigues de material esportiu, 1 una botiga de material de revestiment de parets i terra, 3 drogueries, 3 perfumeries, 3 joieries i 5 floristeries.
L'any 2000 a Givors hi havia 11 explotacions agrícoles que ocupaven un total de 294 hectàrees.

## Equipaments sanitaris i escolars
El 2009 hi havia 1 hospital de tractaments de curta durada, 1 hospital de tractaments de mitja durada (seguiment i rehabilitació), 1 un hospital de tractaments de llarga durada, 1 psiquiàtric, 1 centre d'urgències, 1 maternitat, 2 centres de salut, 8 farmàcies i 3 ambulàncies.
El 2009 hi havia 10 escoles maternals i 10 escoles elementals. A Givors hi havia 3 col·legis d'educació secundària, 1 liceu d'ensenyament general i 3 liceus tecnològics. Als col·legis d'educació secundària hi havia 1.232 alumnes, als liceus d'ensenyament general n'hi havia 1.032 i als liceus tecnològics 795.

## Poblacions més properes
El següent diagrama mostra les poblacions més properes.